# گیلبرت لوییس
گیلبرت نیوتون لوویس (به انگلیسی: Gilbert Newton Lewis) (زاده ۲۳ اکتبر ۱۸۷۵ – درگذشته ۲۳ مارس ۱۹۴۶) فیزیک‌دان و شیمیدان اهل ایالات متحده آمریکا بود. او سال‌ها در دانشگاه هاروارد، دانشگاه ام‌آی‌تی به تدریس پرداخت. مهم‌ترین نظریه‌های او در رابطه با پیوندهای کووالانسی، خالص‌سازی آب سنگین با روش الکترولیز و اسید و باز بود. او نظریهٔ اسیدها و بازها را در سال ۱۹۳۸ ارائه داد.
لوویس با اینکه ۴۱ بار نامزد جایزهٔ نوبل شیمی شد، اما هرگز موفق به دریافت این جایزه نشد.حتی او درباره این موضوع گفت:جایزه نوبل مثل نفس کشیدن برایم عادی شده.

## مرگ
در تاریخ ۲۳ مارس ۱۹۴۶ یک دانشجوی شیمی جسد بی جان گیلبرت لوویس را در آزمایشگاه برکلی کالیفرنیا یافت. ظاهراً لوویس مشغول انجام آزمایش روی هیدروژن سیانید مایع بوده اما مقداری از بخارهای این مادهٔ سمی نشت کرده و باعث مرگ وی شده‌است. بسیاری معتقدند با توجه به زبردستی لوویس درکارهای آزمایشگاهی نشت بخار سمی اتفاقی نبوده و به عمد توسط خوده لوییس انجام شده‌است.
مایکل کاشا چند سال بعد از مرگ لوویس فاش کرد که در روز مرگ لوویس وی یک قرار ملاقات با ایروینگ لانگمویر داشته‌است. لانگمویر و لوئیس رقابت طولانی‌ای داشتند که به توسعه‌های لانگمویر در نظریه پیوند شیمیایی لوئیس بازمی‌گردد. لانگمویر در سال ۱۹۳۲ جایزه نوبل شیمی را دریافت کرد، در حالی که لوئیس آن را دریافت نکرد. ملاقات لوویس و لانگمویر جهت صرف ناهار و صحبت‌هایی که در آن جلسه درمورد دریافت جایزه نوبل شد لوویس را ناراحت کرد و طبق گفته حاضران لوویس به‌طور ناگهانی درخود فرورفت سپس برای کار به آزمایشگاه خود بازگشت ساعتی بعد جسدش پیدا شد. 
مقالات لانگمویر در کتابخانه کنگره تأیید می‌کند که او آن روز برای دریافت مدرک افتخاری در پردیس برکلی بوده‌است. لوئیس در گورستان ملی گلدن گیت به خاک سپرده شده‌است.
لوئیس هال در برکلی، ساخته شده در سال ۱۹۴۸، به افتخار او نامگذاری شده‌است.